# Wapen van Hardinxveld-Giessendam

Wapen van Hardinxveld-Giessendam

Het wapen van Hardinxveld-Giessendam is op 20 september 1958 bij Koninklijk Besluit aan de nieuw opgerichte gemeente Hardinxveld-Giessendam toegekend. Deze gemeente was ontstaan uit de voormalige gemeenten Hardinxveld en Giessendam.

## Oorsprong
Het wapen is een combinatie van de wapens van Hardinxveld en Giessendam.

## Blazoenering
De beschrijving is als volgt: "Linksgeschuind : I van keel beladen met 3 palen van paalvair, het schildhoofd van goud, beladen in de rechterbovenhoek met een raaf van sabel, II in keel een zilveren molenrad. Het schild gedekt met een gouden kroon van 3 bladeren en 2 paarlen."
N.B. 
- In de heraldiek zijn links en rechts gezien vanaf de persoon achter het schild. Voor de toeschouwer zijn deze verwisseld.
- De heraldische kleuren in de schilden zijn: keel (rood), zilver (wit), sabel (zwart), goud (geel) en azuur (blauw). Zie vair voor het pelswerk.

## Verwante wapens

Het wapen van Hardinxveld
Het wapen van Giessendam